# Tommy Kristoffersson
Tommy Sten Kristoffersen, känd som Tommy Kristoffersson, född 1 maj 1959 i Söpple, är en svensk racerförare och stallchef i Kristoffersson Motorsport AB. Han har en lång karriär bakom sig med både Rallycross och racing med Audi i Rallycross EM och STCC. Han är den nuvarande teamchefen för Volkswagen Team Sweden KMS som driver 2 VW Polo i Rallycross VM.
Kristoffersson är far till racerföraren Johan Kristoffersson.